# Фраксерн
Фраксерн (нім. Fraxern) — містечко та громада округу Фельдкірх в землі Форарльберг, Австрія.
Фраксерн лежить на висоті 817 м над рівнем моря і займає площу 8,87 км². Громада налічує 677 мешканців. 
Густота населення 76/км².  
Округ Фельдкірх лежить на самому заході Австрії, на кордонах із Швейцарією та Ліхтенштейном. Це високорірний альпійський регіон. Населення округу, як і всього Форальбергу, розмовляє алеманським діалектом німецької мови, а тому ближче до швейцарців, ніж до населення більшої частини Австрії, яке розмовляє баварсько-австрійським діалектом. Округ, основною індустрією якого є туризм, має розвинуту мережу сполучення, численні гірськолижні траси й спортивні курорти з готелями та іншою інфраструктурою. 
Фраксен відомий своєю вишневою настойкою кіршвасером.
|                                   |
| Фраксерн на мапі округу та землі. |

Адреса управління громади: Im Dorf 3, 6833 Fraxern. 

## Демографія
Історична динаміка населення міста за даними сайту Statistik Austria